# 科馬提河

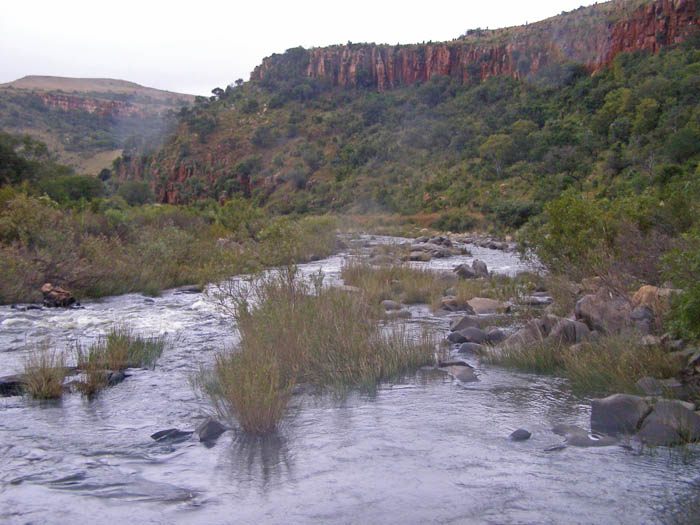
科馬提河上游

科馬提河（Komati River 或 Incomati River）是位於南非、斯威士蘭和莫桑比克的河流，河道全長480公里（298英哩），流域面積50,000平方公里（19,300平方英哩），河口平均流量每秒111立方米（3,920立方英呎）。「科馬提」的意思是「牛」，形容河水像牛奶不會間斷。